# روبرتو دوينياس
روبرتو دوينياس (بالإسبانية: Roberto Dueñas)‏ مواليد 1 نوفمبر 1975 في مدريد، هو لاعب كرة سلة محترف إسباني معتزل بدأ مسيرته الاحترافية في سنة 1994. تم اختياره من قبل فريق شيكاغو بولز خلال الدرافت. يبلغ طوله 7 قدم 3 بوصة (2.2 م). مثّل منتخب بلاده. شارك في مسابقة كرة السلة في الألعاب الأولمبية الصيفية. فاز بالمركز الثاني في بطولة أمم أوروبا لكرة السلة 1999. اعتزل اللعب في 2007.

## فرق لعب لها
- بالونكيستو فوينلابرادا
- نادي برشلونة لكرة السلة
- جوفينتوت بادالونا

## روابط خارجية
- روبرتو دوينياس على موقع الاتحاد الدولي لكرة السلة (الإنجليزية)
- روبرتو دوينياس على موقع الدوري الأوروبي لكرة السلة (الإنجليزية)
- روبرتو دوينياس على موقع سبورتس رفرنس (الإنجليزية)
- روبرتو دوينياس على موقع الدوري الإسباني لكرة السلة (الإسبانية)
- روبرتو دوينياس على موقع كرة السلة الأوروبية.كوم (الإنجليزية)
- روبرتو دوينياس على موقع ريلجم (الإنجليزية)
- روبرتو دوينياس على موقع بروبوليرز (الإنجليزية)
- روبرتو دوينياس على موقع سبورتس رفرنس (الإنجليزية)
- روبرتو دوينياس على موقع أوليمبيديا (الإنجليزية)